# Persiwa Wamena
Persiwa Wamena ist ein Fußballverein aus Wamena, Indonesien. Aktuell spielt der Verein in der dritthöchsten Liga des Landes, der Liga 3. Seine Heimspiele trägt der Klub im IPendidikan Stadion aus. Der größte Erfolg des Vereins war der zweite Platz in der Saison 2008/09, wodurch man sich für die Gruppenphase des AFC-Cups qualifizierte. Dort schied man dann aber bereits in der Vorrunde aus. 